# Фуэго
Фуэ́го (исп. Volcán de Fuego — вулкан огня) — стратовулкан в западной части Гватемалы. Высота над уровнем моря — 3763 м.
Находится неподалёку от города Антигуа, лежит в цепи вулканов, протянувшихся вдоль тихоокеанского побережья Гватемалы, и является частью базальтового вулканического комплекса. Один из самых активных вулканов в Гватемале.

## Недавние извержения вулкана
13 сентября 2012 года произошло очередное извержение вулкана Фуэго.
После извержения 7 февраля 2015 года на время был закрыт международный аэропорт Ла-Аурора в городе Гватемала.
Извержение 3 июня 2018 года сопровождалось пирокластическими потоками, сошедшими по восточному склону вулкана. В результате многие жители окрестных деревень, работавшие на своих полях, так и не успели эвакуироваться. По данным на 8 июля 2018 года жертвами извержения стали 113 человек, 57 получили ранения, и 329 человек числятся пропавшими без вести. По другим данным, на 18 июня 2018 года в моргах находилось 159 тел, 85 из них — были опознаны. Место и причины смерти серьёзно затрудняют установление личностей погибших, поэтому требуются дорогостоящие экспертизы, вплоть до генетических. Местные жители считают, что погибло порядка двух тысяч человек, а официальная оценка числа пропавших без вести почти в десять раз меньше.

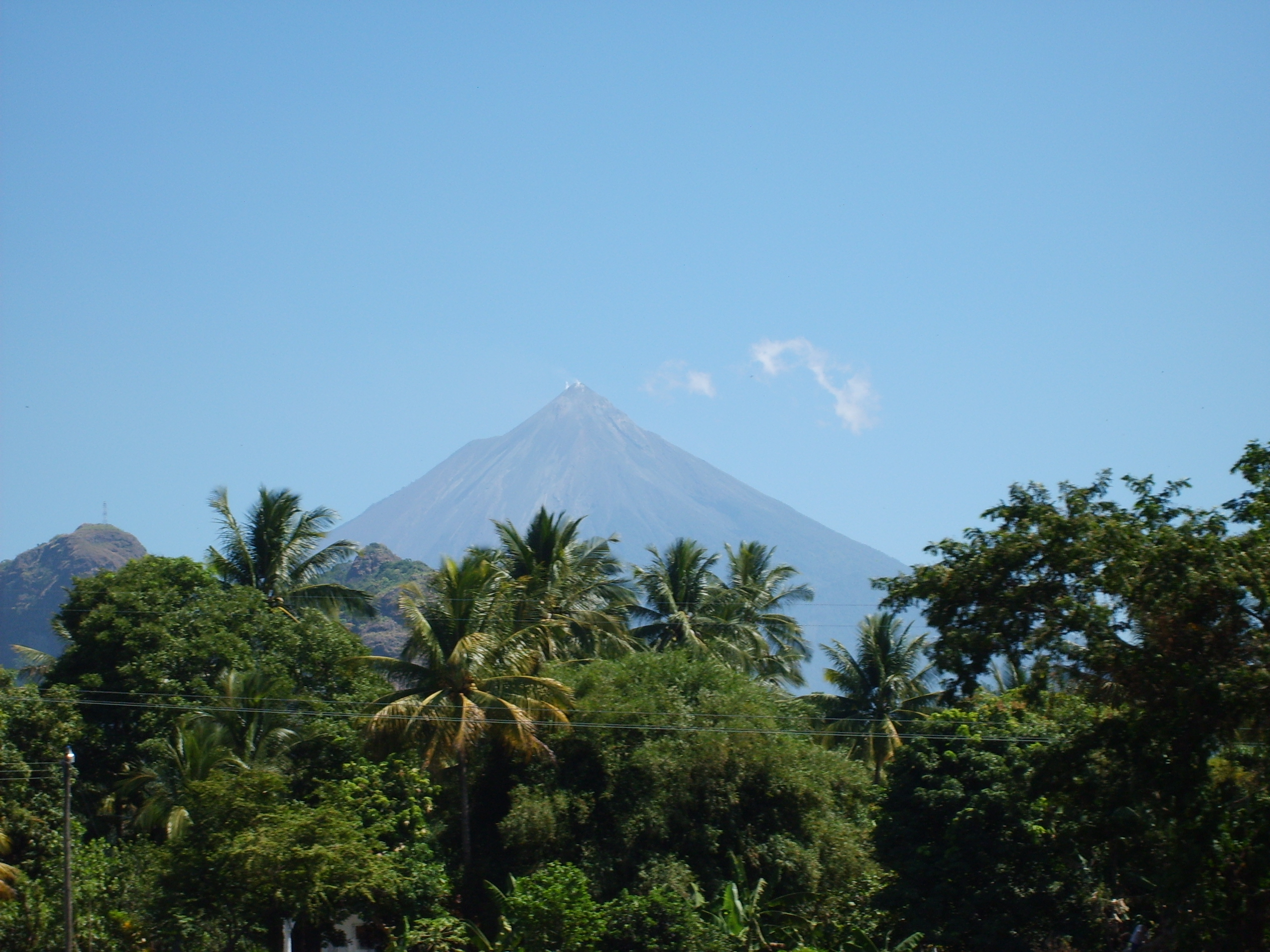
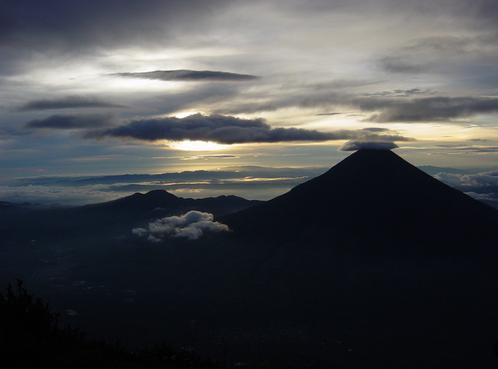
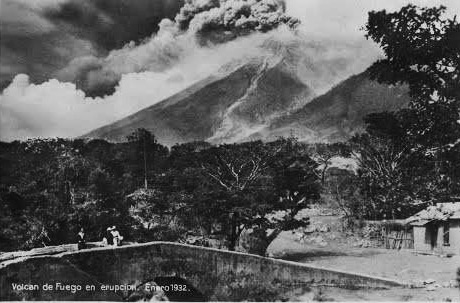
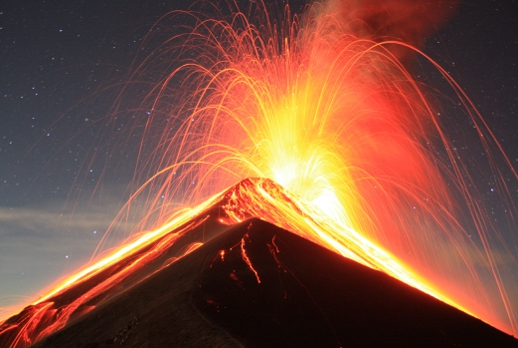
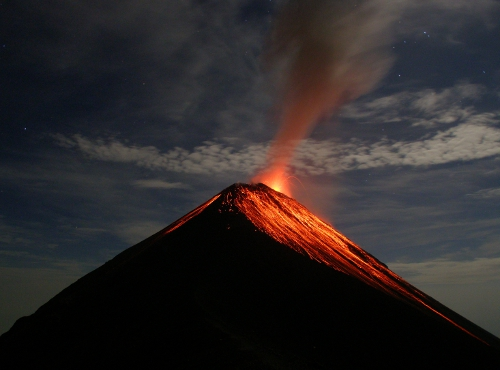
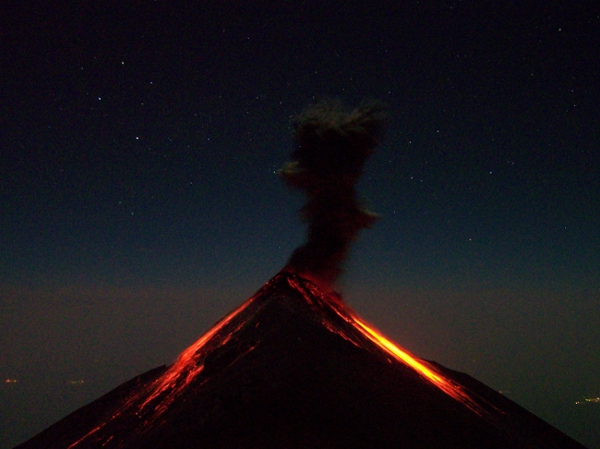
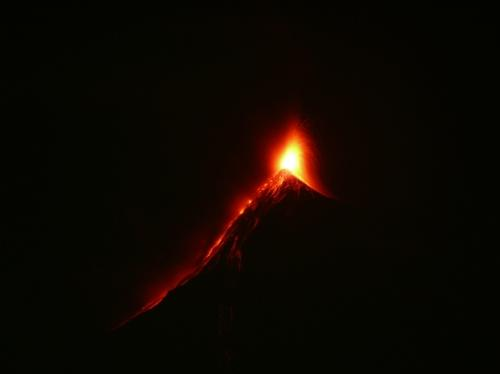